# 気象記念日
気象記念日（きしょうきねんび）は、日本で気象庁が実施している記念日であり、気象庁の創立記念日でもある。毎年6月1日。
1875年（明治8年）6月1日、東京・赤坂葵町に日本初の気象台である東京気象台（現在の気象庁）が設置され、東京で気象と地震の観測が開始されたことを記念し、中央気象台が1942年（昭和17年）に制定した。
この日の最初の天気予報は「全国一般風ノ向キハ定リナシ天気ハ変リ易シ但シ雨天勝チ」という日本全国の予想をたった一つの文で表現したもので、東京の派出所等に掲示された。この日より、毎日3回の全国の天気予報の発表が開始された。